# 2261 Keeler
2261 Keeler è un asteroide della fascia principale. Scoperto nel 1977, presenta un'orbita caratterizzata da un semiasse maggiore pari a 2,3772590 UA e da un'eccentricità di 0,2386252, inclinata di 22,71882° rispetto all'eclittica.
L'asteroide è dedicato all'astronomo statunitense James Edward Keeler.